# Dope (banda)
Dope é uma banda americana de metal industrial formada em Nova Iorque. A banda foi fundada pelo compositor e vocalista Edsel Dope em 1997.

## História
Quando criança, Edsel e seu irmão, Simon Dope foram separados quando seus pais se divorciaram. Quando os dois se tornaram adultos, se reuniram e Simon entrou na banda de Edsel, tocando os teclados. O par então recrutou Tripp Eisen como baixista, Preston Nash como baterista, e Sloane Jentry como guitarrista.
Diferente de muitas bandas populares da década de 1990, Dope derivou suas influências de bandas de Hard Rock como Guns N' Roses, Kiss e Mötley Crüe e fundiu com o som do rock industrial, que foi sucesso mais cedo nesta década, como: Nine Inch Nails, Ministry e Skynny Puppy.
A banda também teve algumas conexões com alguns roqueiros industriais da categoria de Marilyn Manson; o baterista Ginger Fish compartilhou um flat com Edsel Dope em Las Vegas durante o começo da década de 1990, antes de estarem nas respectivas bandas. Também o guitarrista Zim Zum permitiu a banda a proclamar que estavam ‘atualmente sendo produzidos por Zim Zum’ na capa de seus discos promocionais para ajudá-los a ganhar um contrato. Originalmente tinha sido planejado que Zum produziria o álbum, porém ele estava ocupado gravando o álbum Mechanical Animals na época. Vocalista, Edsel, é também grande amigo do ex-guitarrista do Manson, Daisy Berkovitz.
A banda está trabalhando em seu novo álbum (No Regrets) que será lançado em 10 de Março de 2009. Nesse novo álbum a banda muda seu visual: Edsel Dope desmancha seus dreads, Virus não usa mais moicano e Tripp Tribbet deixa o cabelo crescer. A banda também gravou recentemente áudio e vídeo durante um show ao vivo em Evansville, "Wisconsin", que deve ser lançado como um CD/DVD em breve. Atualmente há um novo video sendo feito do álbum No Regrets, que se chamará "Addiction" com participação de Zakk Wylde do Black Label Society na guitarra
Em outubro de 2016 foi lançado o novo álbum, Blood Money Part 1 pela gravadora eOne, e iniciou na posição 27 da Bilboard 200.

## Integrantes

### Membros Atuais
- Edsel Dope - vocal, guitarra, teclado, sampler (1997 – atualmente)
- Virus - guitarra, sampler, vocal de apoio (2000 – atualmente)
- Acey Slade - baixo (1999 - 2000, 2015 – atualmente ), guitarra (2001)
- Racci Shay "Dr. Sketchy" - bateria (2001 - 2003, 2006, 2015 – atualmente ), baixo (2004 - 2005)

### Ex-membros
- Simon Dope - teclado, sampler, percussão (1997 - 2001)
- Sloane "Mosey" Jentry - guitarra (1997 - 1998), baixo (2000 - 2004)
- Preston Nash - bateria (1997 - 2000)
- Tripp Eisen - baixo (1997 - 1998), guitarra (1999-2000)
- Angel - bateria (2006 – 2013)
- Tripp Tribbet - baixo, vocal de apoio (2007 – 2013)
- Brix Milner - baixo (2005 - 2007)
- Nick Dibs - guitarra (2013 – 2015)
- Jerms Genske - baixo (2013 – 2015), guitarra (2015)
- Lil Dan - bateria (2005 - 2006, 2013 - 2015)

Integrante de turne
- Ben Graves - bateria (2005 - 2006)
- Adrian Ost - bateria (2004)

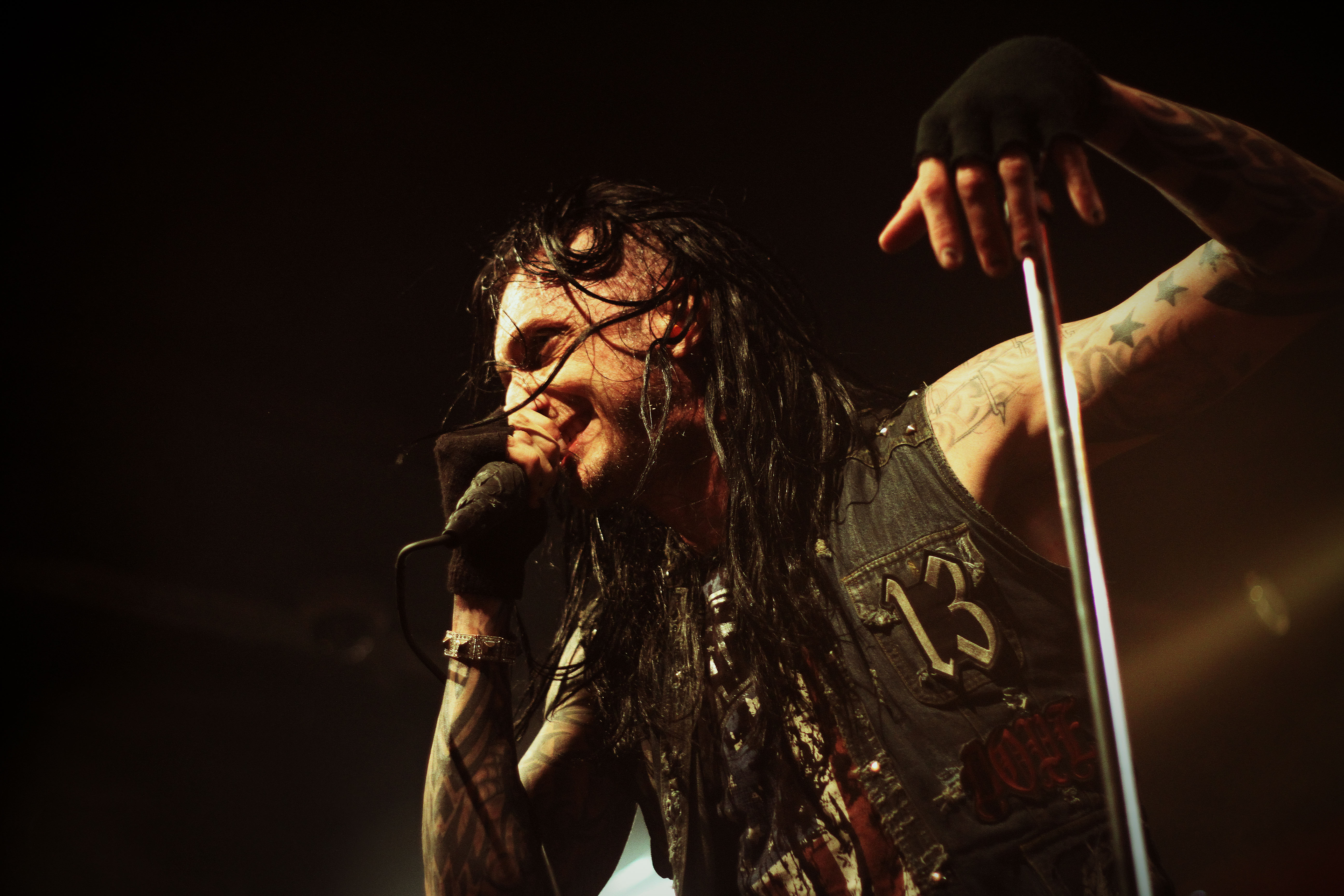
Edsel Dope
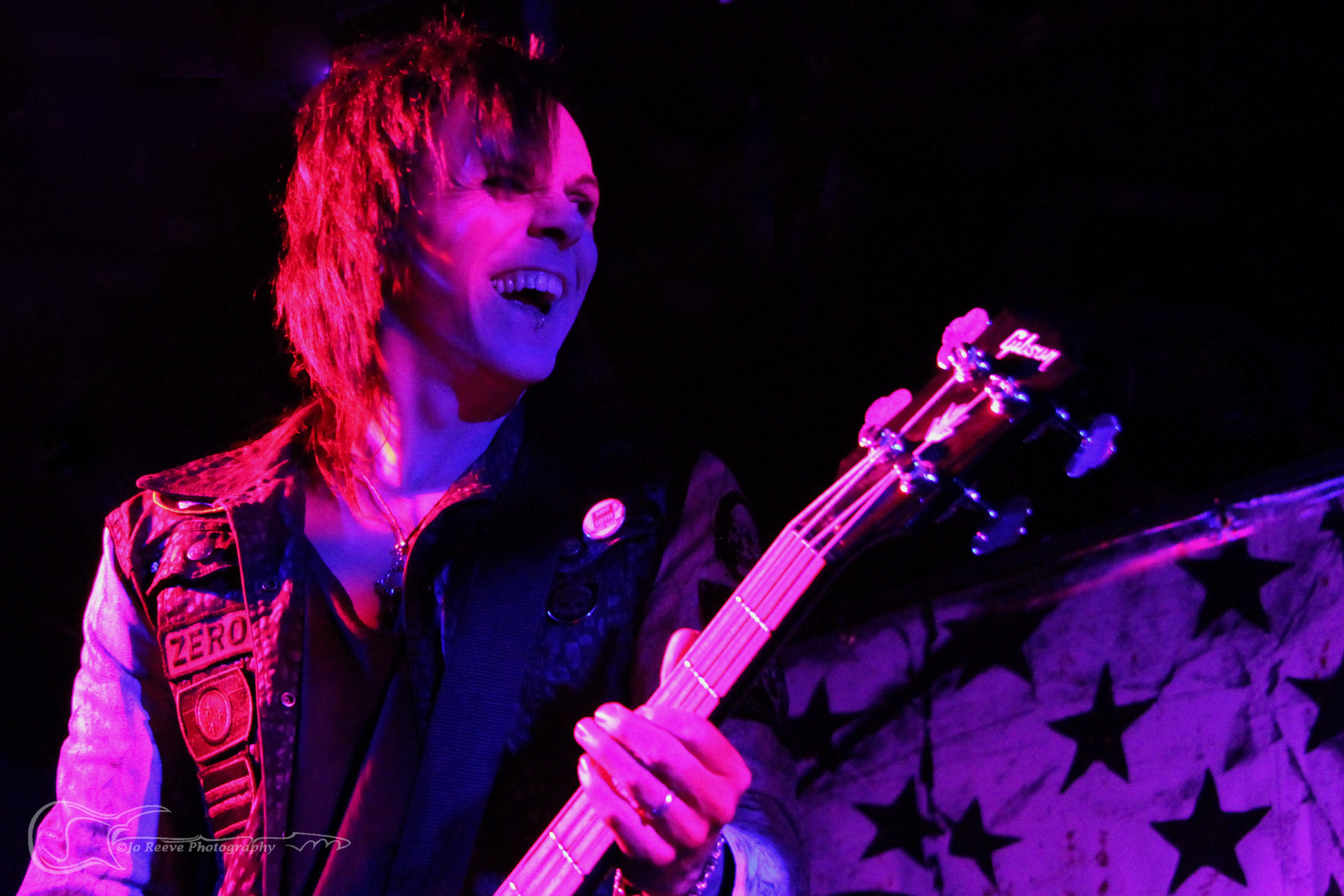
Acey Slade
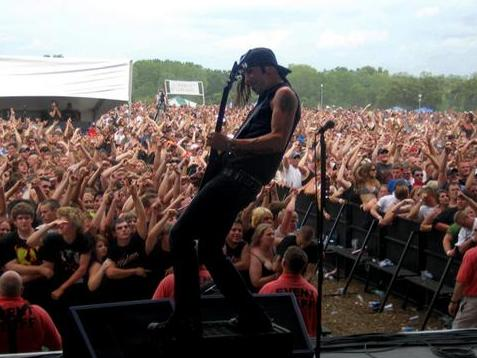
Virus
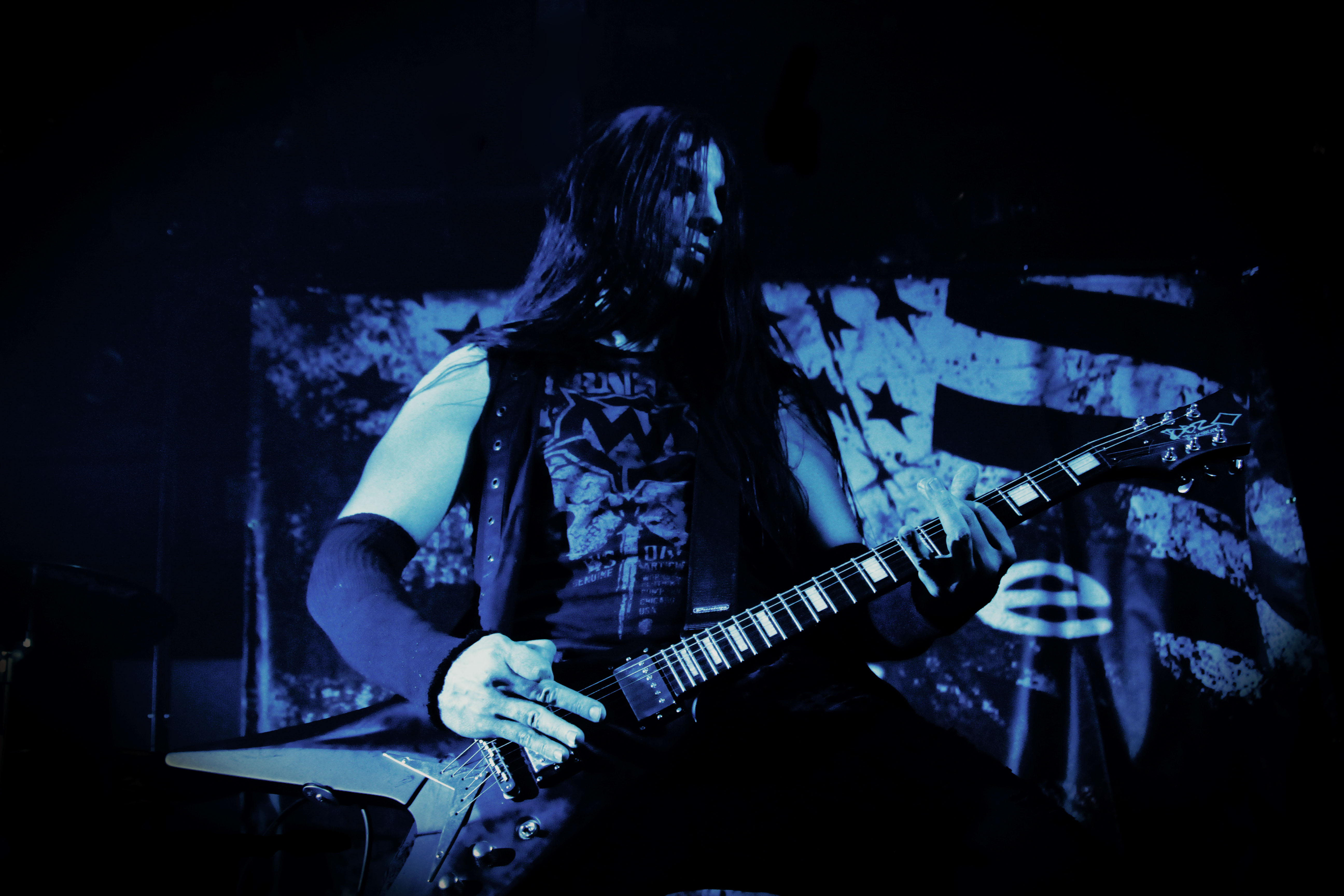
Nick Dibs

## Discografia
- Felons and Revolutionaries (1999)
- Life (2001)
- Group Therapy (2003)
- American Apathy (2005)
- No Regrets (2009)
- Blood Money Part 1 (2016)